# Monteforte d'Alpone
Monteforte d'Alpone (Monteforte d'Alpon in veneto) è un comune italiano di 8 988 abitanti della provincia di Verona in Veneto. È famoso per la produzione del vino Soave Classico, la manifestazione podistica Montefortiana, il grande carnevale, la storica festa dell'uva e l'alto campanile, divenuto il simbolo del paese.
Esso dista circa 25 chilometri da Verona. Rispetto al capoluogo si trova ad est, ed è posto allo sbocco della Val d'Alpone.
Dal punto di vista ecclesiastico il comune di Monteforte è suddiviso tra le diocesi di Verona (parrocchia di Monteforte) e di Vicenza (parrocchie di Brognoligo e Costalunga).

## Storia
A Monteforte l'uomo si insediò fin dall'epoca preistorica. Sul Monte Zoppega, a seguito di lavori di scasso di un vigneto, sono stati raccolti materiali che hanno permesso di stabilire che il colle è stato abitato durante le età del Bronzo e del Ferro. 
Monteforte prende il nome da un castello costruito prima dell'anno mille sul colle dove oggi si trova la chiesetta di Sant'Antonio Abate.
Dopo essere appartenuto ai conti San Bonifacio, Monteforte nel 1207 fu ceduto dal comune di Verona al vescovo Adelardo e ai suoi successori, in cambio della giurisdizione su Legnago, Tregnago e altre località. Iniziò così il periodo più importante, quello del governo dei vescovi di Verona, che si concretizzò in un vicariato laicale che aveva il compito di esercitare la giustizia civile e di sovrintendere al buon ordine e all'amministrazione della comunità. Questo periodo durò ininterrottamente fino alla caduta della Repubblica di Venezia, avvenuta verso la fine del XVIII secolo. 
Durante il Regno napoleonico d'Italia, nel 1811 Monteforte divenne capoluogo del Cantone VIII, aggregando Brognoligo e Costalunga che dal Duecento erano un comune autonomo.

### Simboli
Lo stemma e il gonfalone sono stati concessi con regio decreto del 21 giugno 1942.
Il gonfalone è un drappo di azzurro con la bordatura di rosso.

## Monumenti e luoghi d'interesse

### Architetture religiose
- Chiesa (Oratorio) di Sant'Antonio Abate - XIII secolo

Fu eretta dai vescovi verso la fine del Duecento sulle rovine del castello (e con materiali dello stesso) e venne dedicata a Sant'Antonio Abate. La chiesa fu rimaneggiata all'esterno nel 1537; nel 1650 venne innalzato sia l'elegante altare barocco con statue e colonne di finto marmo a spirale, sia l'abside che per anni custodì un antico crocifisso ligneo del Cinquecento, il cosiddetto "Cristo Moro", attualmente conservato nella chiesa parrocchiale.
- Chiesa di Santa Maria Fossa Dragone, detta dei Cappuccini - XIV secolo

Di epoca trecentesca, è posta a sud del paese. Deve il nome al convento, oggi scomparso, di Cappuccini, che qui risiedettero dal 1568 al 1769. Nel suo interno si trovano bellissimi affreschi del Trecento, Quattrocento e Seicento; un tempo era custodita la statua lignea policroma della "Madonna del Drago" (XV secolo), ora conservata nell'oratorio di San Luigi. La porta gotica fu realizzata nella seconda metà del Quattrocento, mentre le due finestre laterali risalgono al Settecento.
- Chiesa di Santa Croce - XIV secolo

Sorge lungo la strada tra il centro di Monteforte e la frazione di Sarmazza. Di antica costruzione, conserva alcuni affreschi d'inizio Trecento. L'abside con la volta a botte venne costruita nella prima metà del XVII secolo, mentre a sinistra si può ammirare un altare in marmo del Settecento. Sulla parete di fondo, a fianco dell'altar maggiore in marmo rosso di Verona, si trovano affreschi del Seicento raffiguranti i santi Agostino e Monica.
- Oratorio di San Carlo Borromeo - XVII secolo

Eretto all'incrocio tra via San Carlo e viale Europa, era l'oratorio privato della famiglia Boniotti. Dopo anni di notevole abbandono, è stato radicalmente restaurato tra il 2020 e il 2021.
- Chiesa della Beata Vergine delle Grazie (La Madonnina) - XVII secolo

All'inizio del paese per chi arriva da Soave e da San Bonifacio, per un periodo al centro della trafficata rotonda, fu costruita dalla comunità di Monteforte in seguito alle grazie e ai miracoli elargiti dalla Vergine Maria. Al suo interno conserva una pala con Maria bambina e Sant'Anna dipinta da Luigi Marai verso la fine dell'Ottocento.
- Oratorio di San Giovanni Battista - XVIII secolo

Luogo di culto lungo la strada, a ovest del muro di cinta della villa Buri - Portalupi - Spinola - Tessari a Costalunga.
- Sacello di San Giovanni Nepomuceno - XVIII secolo

Già attestato nel 1634, anticipando di quasi un secolo la canonizzazione del sacerdote ceco, fu costruito nei pressi del ponte sull'Alpone probabilmente per chiedere protezione dalle alluvioni del torrente.
- Chiesa parrocchiale di Costalunga - XIX secolo

È dedicata a San Brizio. Nel presbiterio sono custodite due tele: il Martirio di sant'Eurosia e l'Ultima Cena, tutte e due della metà del Settecento, di scuola vicentina.
- Chiesa parrocchiale di Brognoligo - XIX secolo

Dedicata a S. Stefano, fu iniziata nel 1838 e ultimata nel 1841. Qui si trova un altare con ciborio e tempietto in stile barocco, mentre ai lati del presbiterio si notano due tele del Settecento: Adorazione dei pastori di Bartolomeo Cittadella (1636–1704) e Fuga in Egitto attribuita a Giovanni Antonio De Pieri (1671-1751).
- Chiesa parrocchiale di Monteforte - XIX secolo

Dedicata a Santa Maria Maggiore, fu eretta a partire dal 1805 su progetto dell'architetto veronese Bartolomeo Giuliari e terminata nel 1868. Una vasta scalinata conduce ad un largo pronao, composto da 14 colonne corinzie alte 12 metri. L'interno presenta un'importante decorazione pittorica realizzata da Giovanni Bevilacqua (1871-1968) tra il novembre 1903 e l'agosto 1904. Notevoli sono alcune tele, come Gesù e la Samaritana al pozzo attribuita a Girolamo dai Libri (1474-1555), La tentazione di Cristo attribuita a Francesco Caroto (1480-1555), la Visitazione di Giovanni Caliari (dipinta nel 1838) e la Madonna col Bambino (sagrestia) della scuola di Giambettino Cignaroli. Il campanile della chiesa, costruito tra il 1894 e il 1897, è alto 79 metri (compresi la croce e il parafulmine)  ed è uno tra i più alti del Veneto; ospita 9 campane alla veronese in scala maggiore di si.
- Oratorio del Sacro Cuore - XIX secolo

Sorge sul muro di cinta della corte dei Nardello, voluto da don Luigi Nardello per celebrarvi la Santa Messa nei giorni di maltempo o di malattia.
- Chiesa sussidiaria di Sarmazza - XX secolo

Dedicata all'Assunta, fu eretta tra il 1928 e il 1940, in sostituzione di un edificio sacro eretto sempre nel Novecento ma divenuto presto insufficiente a contenere i fedeli della frazione condivisa con Gambellara. La chiesa sorge a pochi metri dal confine comunale e provinciale.
- Grotta di Lourdes - XX secolo

Si trova a Brognoligo ed è un'imitazione dell'originale realizzata da fra Claudio Granzotto. È stata terminata nel 1948 per adempiere ad un voto fatto dalla cittadinanza l'11 febbraio 1944.

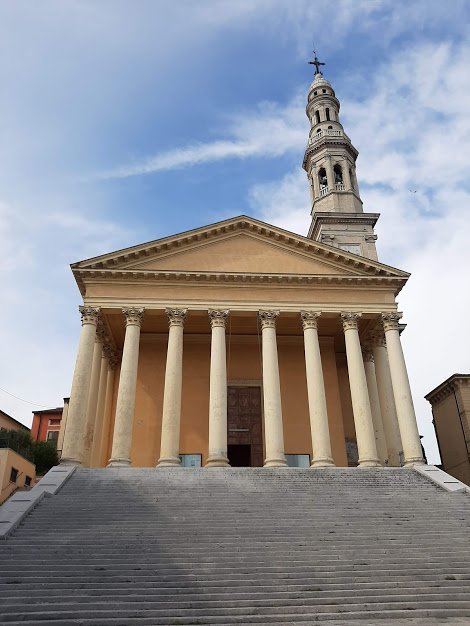
Chiesa parrocchiale di Santa Maria Maggiore in Monteforte d'Alpone.
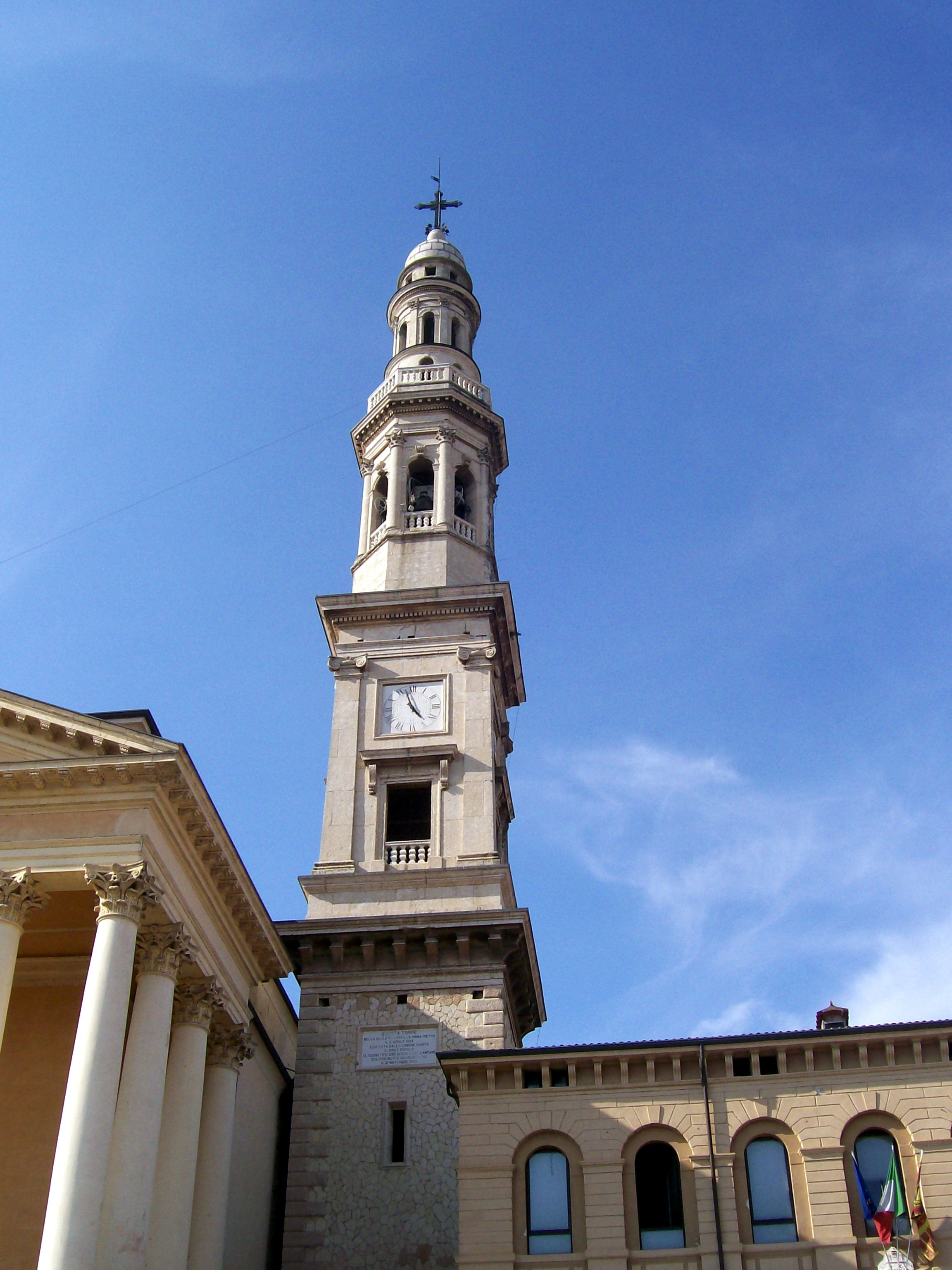
Il campanile della chiesa parrocchiale di Santa Maria Maggiore in Monteforte d'Alpone (79 metri di altezza).
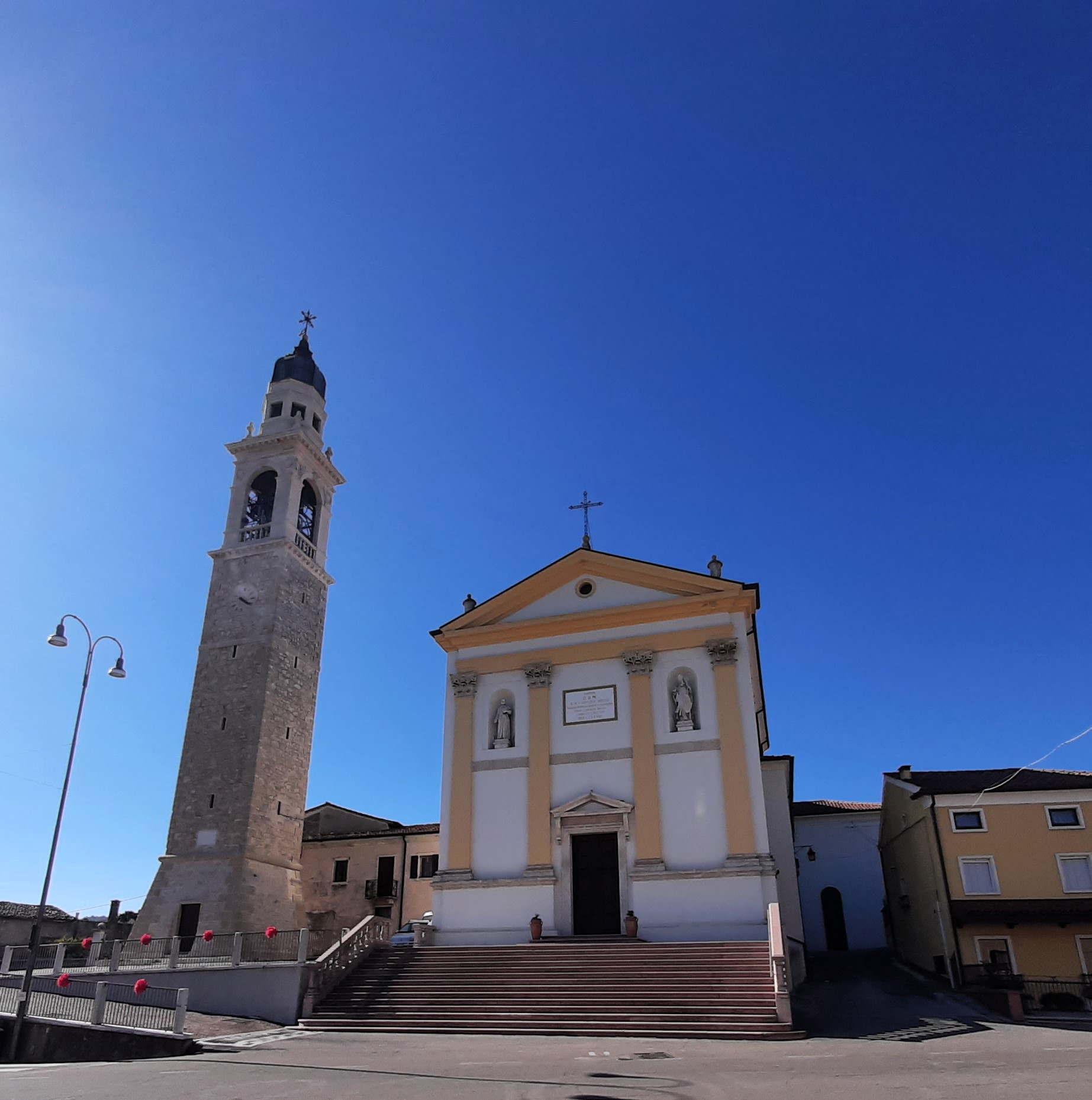
Campanile e chiesa parrocchiale di San Brizio in Costalunga di Monteforte d'Alpone.
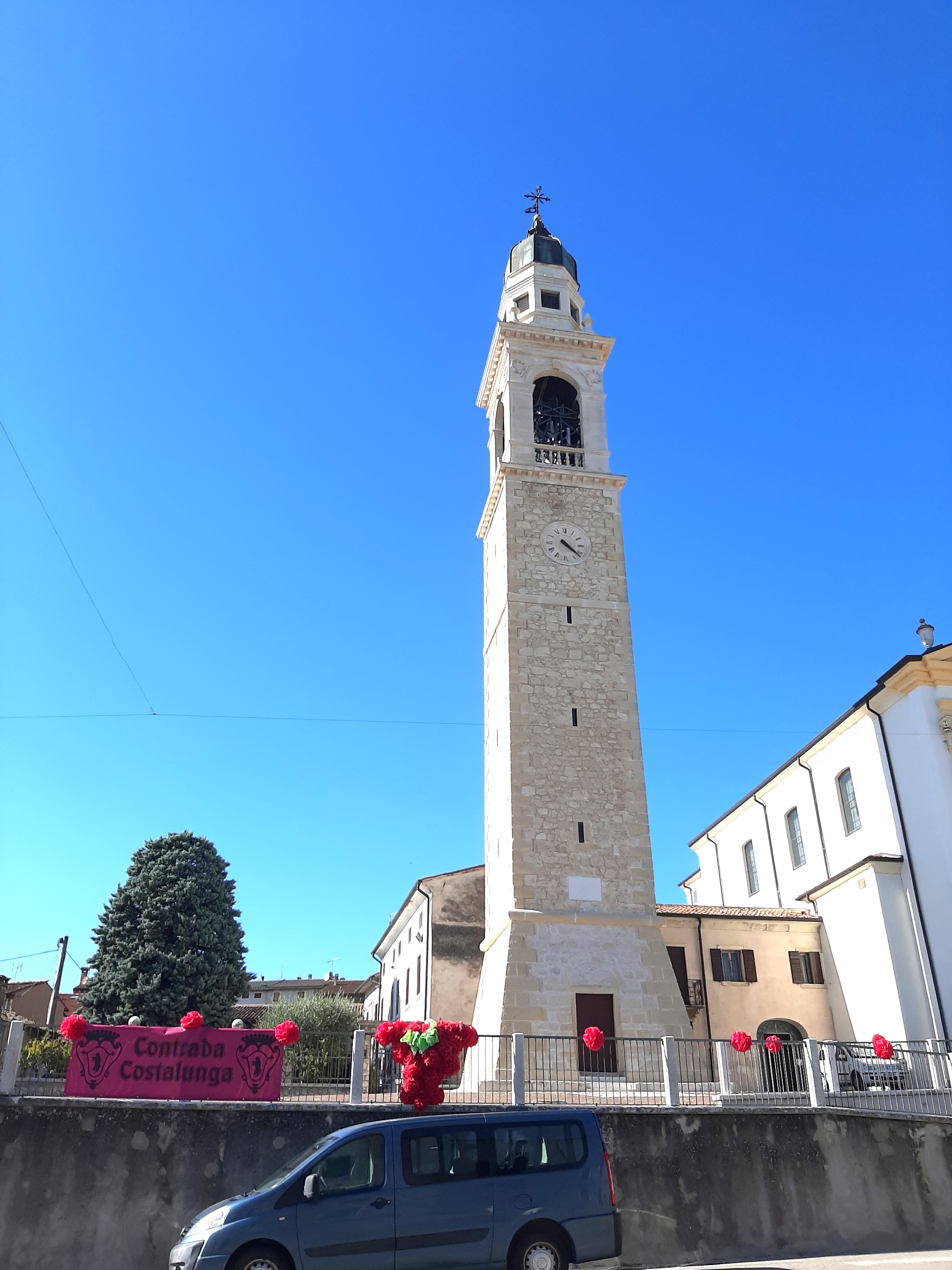
Campanile della chiesa parrocchiale di San Brizio in Costalunga di Monteforte d'Alpone.
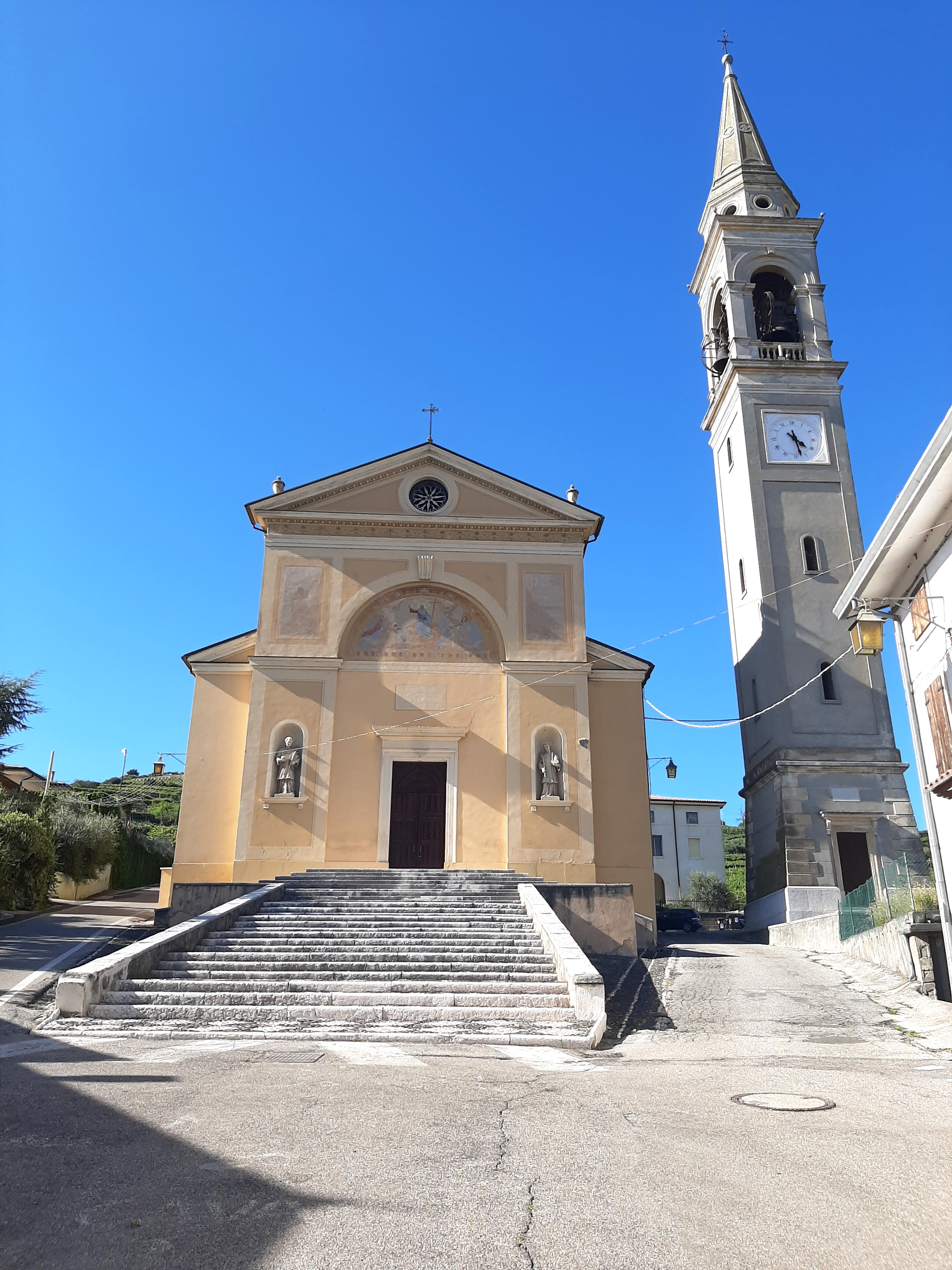
Campanile e chiesa parrocchiale di Santo Stefano in Brognoligo di Monteforte d'Alpone.
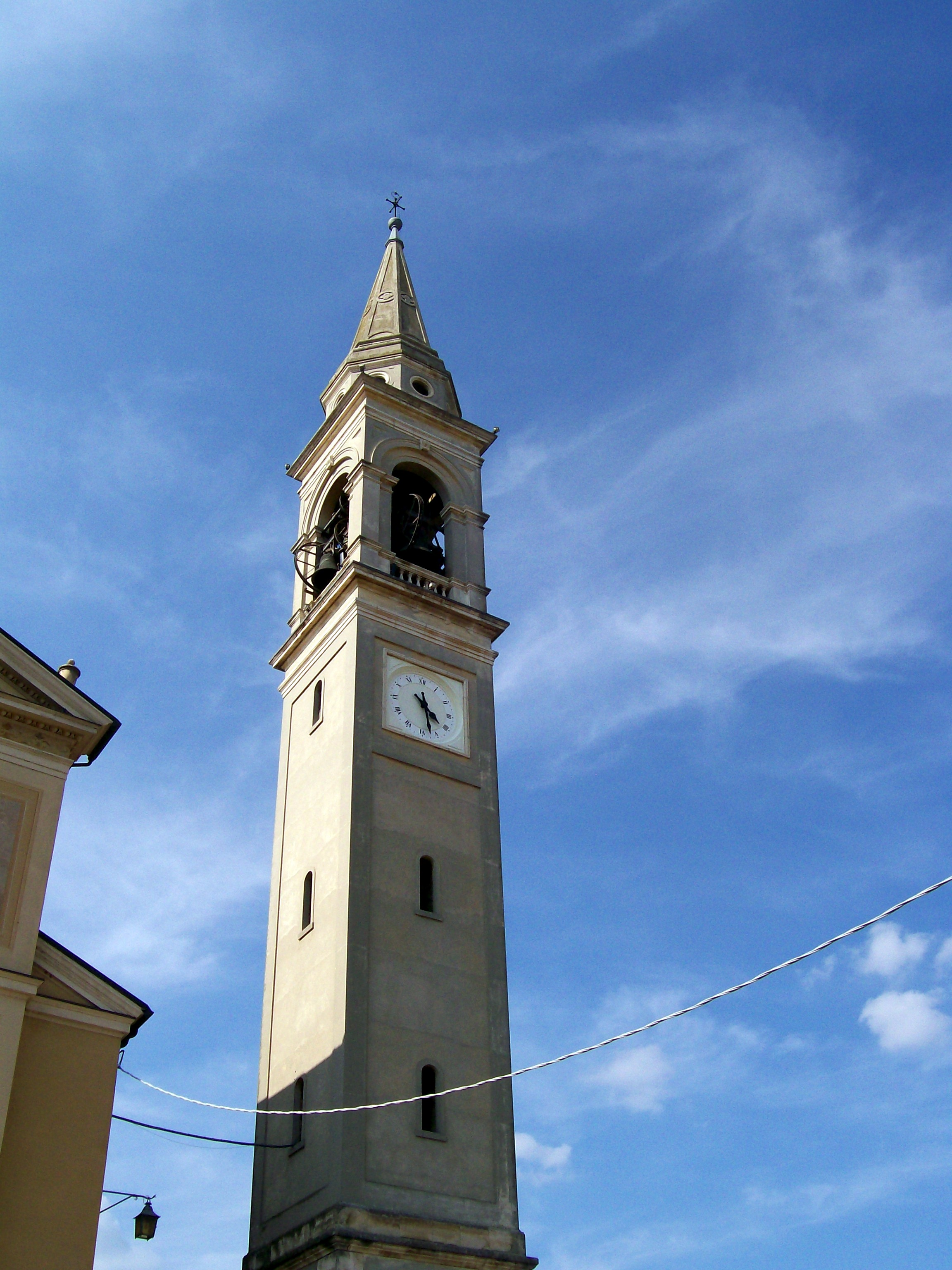
Campanile della chiesa parrocchiale di Santo Stefano in Brognoligo di Monteforte d'Alpone.
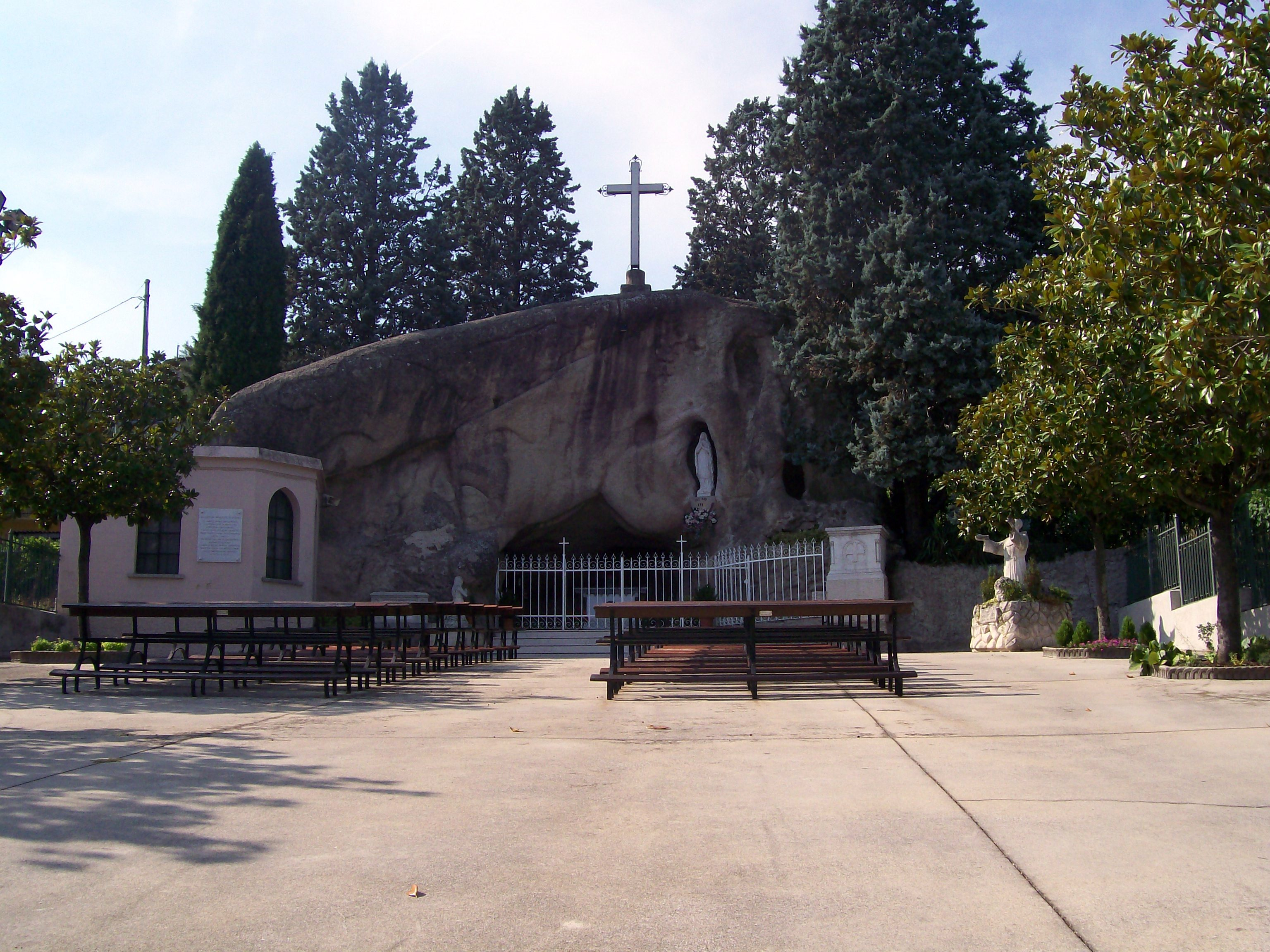
Riproduzione della Grotta di Lourdes, opera del beato fra' Claudio Granzotto.
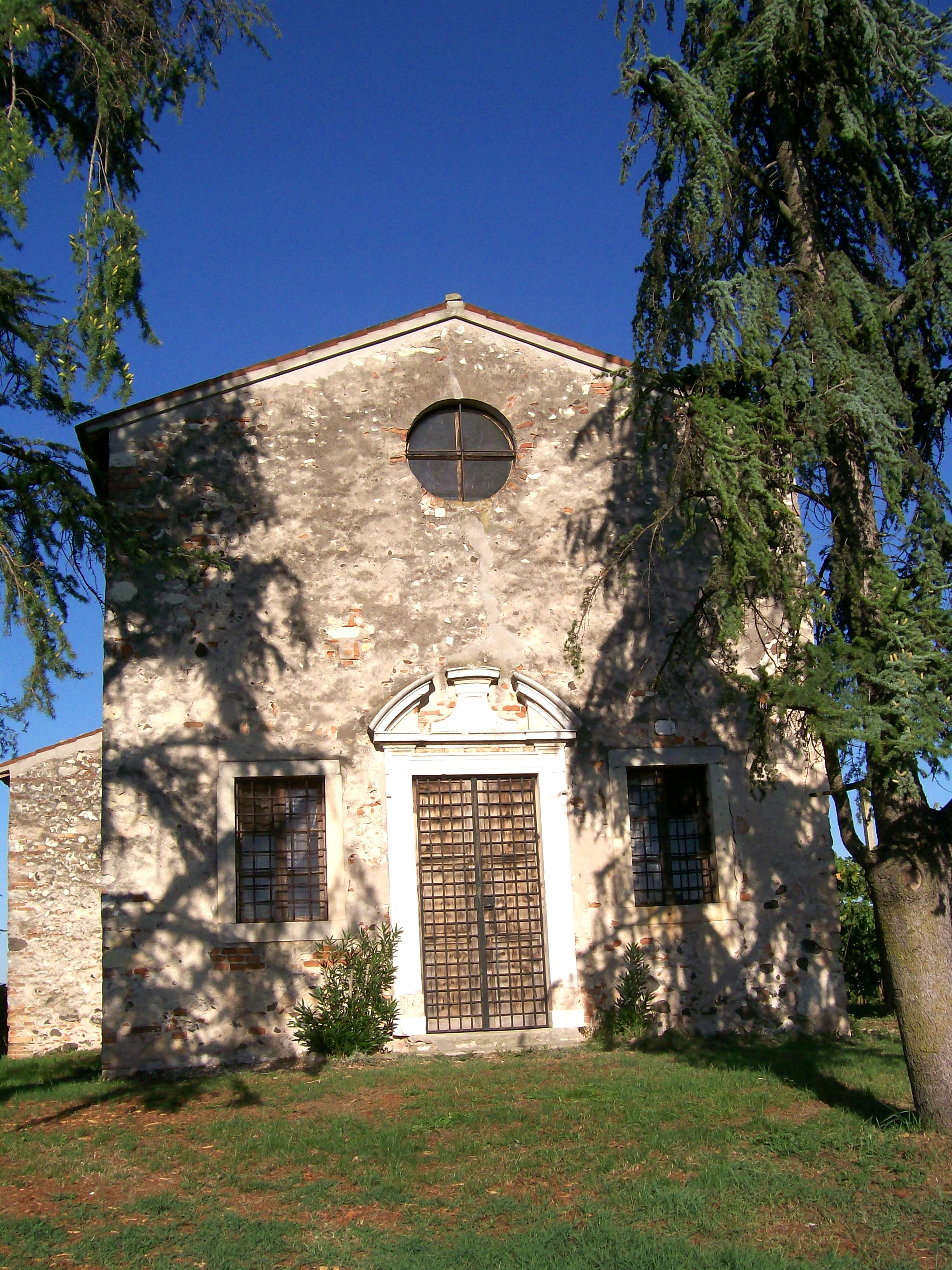
Chiesa di Santa Croce, sulla strada tra Monteforte e Sarmazza.
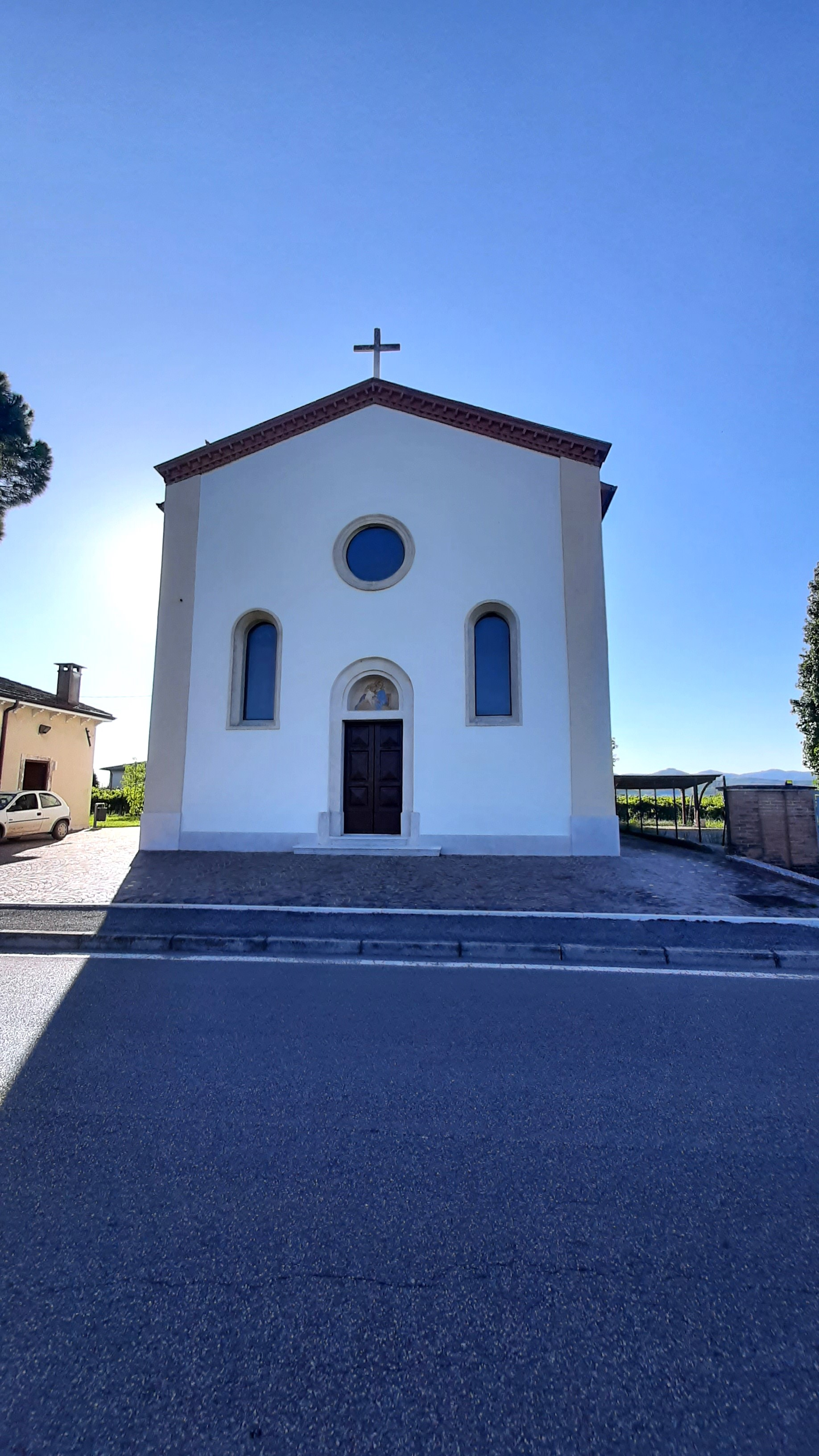
Chiesa di Santa Maria Assunta in Sarmazza di Monteforte d'Alpone.
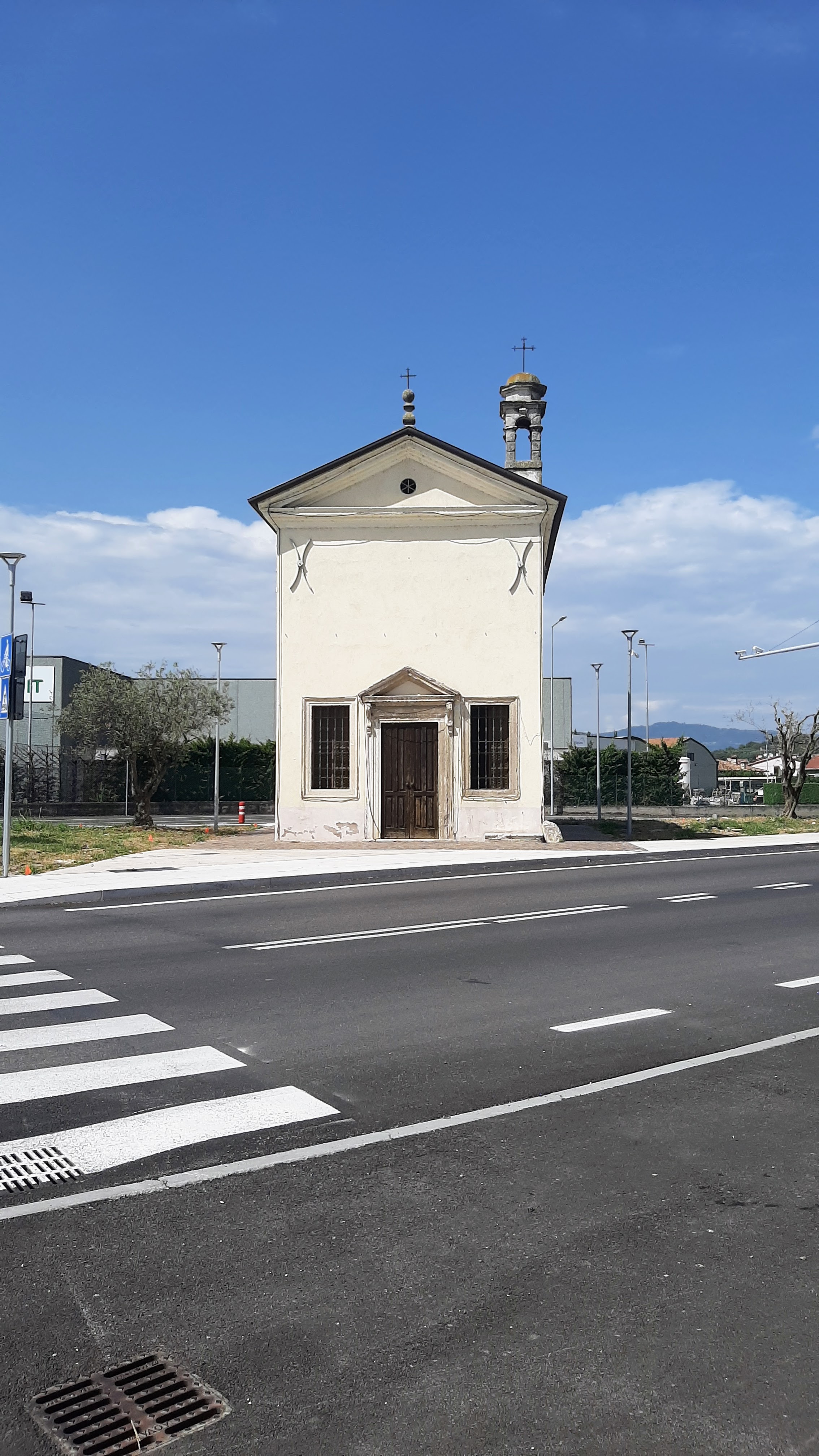
Chiesa della Beata Vergine delle Grazie (La Madonnina) in Monteforte d'Alpone.

### Architetture civili
- Palazzo Vescovile - XV secolo

Venne innalzato dal vescovo di Verona Ermolao Barbaro, su progetto di Michele da Caravaggio, tra il 1454 e il 1471, sul luogo di un precedente edificio gotico, del quale rimase solo una torre, al cui interno fu ricavata la cappella. Nel XVI secolo fu rimaneggiato e notevolmente abbellito dal vescovo Giberti. Di aspetto imponente e massiccio, racchiude al suo interno un elegante cortile a duplice loggiato tutto a colonne in marmo rosso con capitelli a grosse foglie negli angoli, che incorniciano un chiostro rinascimentale con al centro il pozzo.
Un po' ovunque è riportato l'anello gentilizio dei Barbaro. Nella cappella si può ammirare la Natività di Maria, affresco del 1534 di Francesco Torbido.
- Palazzo Montanari - Durlo XV secolo

La corte occupa un ampio spazio contornato da antichi edifici tra i quali la Colombara del Quattrocento, affiancata al palazzo. La facciata presenta finestre timpanate frutto del rifacimento settecentesco. All'interno dell'edificio è visibile la "Stua grande", ottocentesca, fatta realizzare dai Durlo, subentrati ai conti Montanari nel 1810. La stufa, di fattura trentina e con un ingegnoso sistema di condotti in cotto, riscaldava tutte le stanze. Nel piazzale è visibile l'antico pozzo dove fino alla metà del Novecento si attingeva l'acqua.
- Palazzo Comunale - XIX secolo

Venne costruito durante la dominazione napoleonica tra il 1811-1813, su progetto di Bartolomeo Giuliari, quale sede del capoluogo del cantone VIII del dipartimento dell'Adige.
Al suo interno si possono osservare alcune interessanti opere pittoriche: la Vergine Assunta e i santi Francesco e Domenico di Felice Brusasorzi (1539-1605) nella sala consiliare; Adorazione dei Magi di Giovanni Camozzoni (1591-1659) e la Madonna con Bambino attribuita a Pietro Rotari (1707-1762) nell'ufficio del sindaco.

### Sentieri naturalistici
Il percorso circolare dei Dieci Capitelli, che è segnalato da vari cartelli ed è lungo dieci chilometri, si snoda  sulle colline del Soave Classico. Lungo il tragitto si trovano una decina di capitelli (edicole votive) che testimoniano la fatica del vivere, ma anche i sogni e le speranze della gente che abita in questo territorio. Il punto di partenza e di arrivo è piazza Silvio Venturi, accanto alla chiesa parrocchiale di Santa Maria Maggiore.

## Società

### Evoluzione demografica
Abitanti censiti

## Cultura

### Eventi
- MONTEFORTIANA (in occasione dell'antica Sagra di Sant'Antonio Abate). 1º fine settimana dopo il 17 gennaio. Manifestazione podistica nata nel 1976 a cui partecipano ogni anno circa 20.000 sportivi provenienti da tutta Italia e dall'estero. La Montefortiana è considerata una delle manifestazioni podistiche più importanti perché apre la stagione delle competizioni podistiche a livello internazionale.
  - Venerdì: Marcia per il Sorriso dei Bimbi. A questa gara, che si svolge attorno all'abitato di Monteforte, partecipano gli studenti delle scuole primarie e secondarie di primo grado della provincia di Verona. Il ricavato della corsa è devoluto in beneficenza.
  - Sabato: Passi nel Tempo. Marcia guidata non competitiva lungo un percorso di 10 km tra Monteforte e Soave, durante la quale si sosta in luoghi storici poco conosciuti e si visitano alcune caratteristiche cantine.
  - Sabato: Ecomaratona Clivus. Gara competitiva di 45 km, arricchita da un dislivello positivo di 1500 metri, tra le colline della Val d'Alpone, Val Tramigna e Val d'Illasi a cui partecipano circa 700 atleti.
  - Sabato: Ecorun Collis. Gara competitiva di 26 km con un dislivello di 800 metri a cui partecipano circa 500 atleti.
  - Domenica: Trofeo Sant'Antonio Abate - Falconeri. Gara non competitiva a cui partecipano circa 18.000 podisti provenienti da tutta Italia e da molti stati dell'Unione Europea. Il percorso della marcia, che si divide in quattro circuiti da 6, 9, 14 e 20 km, si snoda tra le colline del Soave. Durante il tragitto sono presenti numerosi ristori nei quali si possono degustare famosi piatti della gastronomia locale.
  - Domenica: Maratonina Falconeri. Gara competitiva di 21 km tra le colline del Soave a cui partecipano circa 1.000 atleti.
  - Domenica: Gran Premio Pedrollo Giovani Promesse. Gara competitiva su strada per i giovani: si va dai 300 metri per i bambini di 7 anni ai quasi 2 km per i ragazzi di 13 anni.
  - Domenica: Montefortiana Turà. È stata una delle gare internazionali di podismo più spettacolari e affascinanti della FIDAL di 10,065 km per i maschi e di 6,060 km per le femmine, che ha visto passare negli anni i più grandi atleti italiani e mondiali. Si è svolta per 34 anni nel centro storico di Monteforte.
- SAGRASPIN. Gennaio, lunedì dopo la sagra. Antica festa montefortiana, ormai scomparsa, che si festeggiava nelle famiglie con polenta e mortadèla (salsiccia).
- CARNEVALON DE L'ALPON. Febbraio o marzo (prima delle Ceneri). Il Carnevale è una delle feste più importanti di Monteforte e ogni anno richiama migliaia di turisti da tutto il Veneto. Quasi una settimana densa di appuntamenti in compagnia del Re del Torbolin, del Sior Carnevalon e del Principe del Gnoco, le tre storiche maschere montefortiane. Il carnevale viene celebrato con sfilate, balli e scherzi per concludersi, tra una marea di folla, con la grande sfilata dei carri allegorici del martedì grasso, che ha fatto diventare questo appuntamento uno dei più importanti a livello regionale. La prima edizione del Carnevalon risale al 1949, quindi quella di Monteforte è una delle manifestazioni carnevalesche più antiche del veronese.
  - Venerdì sera: Venerdì Gnoccolaro con gara di gnocchi tra le otto contrade.
  - Sabato sera: grande Sfilata Notturna di Carri allegorici e Gruppi mascherati nel centro storico.
  - Domenica pomeriggio: Carnevale dei Bambini a Brognoligo e Costalunga con sfilata di carri per bambini.
  - Lunedì sera: Luni Pignatàro, storica e divertente serata di cabaret con musicisti, comici, barzellettieri e cantanti.
  - Martedì pomeriggio: ultima grande Sfilata di Carri allegorici e Gruppi mascherati nel centro storico.
- FESTA DEGLI AQUILONI. 25 aprile. Costruzione e lancio di aquiloni assieme ai bambini. Truccabimbi, intrattenimento e stand gastronomico.
- ANTICA SAGRA DI SAN GIUSEPPE. Fine aprile, inizio maggio a Costalunga. Stand enogastronomici, spettacoli di cabaret, musica e luna park.
- DIVINUS BIKE CLIVUS. 3ª domenica di maggio. Corsa di mountain bike tra le colline del Soave che richiamava ogni anno circa 1700 biker. La gara era divisa in due percorsi: Marathon di 76 km (percorso del Vulcano) con 3000 metri di dislivello e Classic di 42 km (percorso delle Ciliegie). La Divinus Bike era considerata una delle manifestazioni di mountain bike più frequentate ed apprezzate d'Italia, sia per l'accoglienza riservata agli ospiti, nonché per la buona organizzazione e gli incantevoli paesaggi offerti dai percorsi. L'ultima gara si è svolta nel 2016.
- FESTA DEL VINO. 4º fine settimana di maggio. Musica, spettacoli, concerti, gastronomia e degustazione dei vini Soave Classico e Recioto di Soave.
- FESTA DELLE CILIEGIE E DEL VIN SANTO. Fine maggio, inizio giugno a Brognoligo. Concorso delle ciliegie e del Vin Santo, raduno auto d'epoca, sfilata dei contadinelli e delle contadinelle. Stand enogastronomici e musica.
- ARTISTI DI STRADA. 3º sabato di giugno. Il centro storico del paese viene chiuso per dar modo a funamboli, maghi, giocolieri, ballerini e musicisti di esibirsi. Stand gastronomici.
- ARROGANTEMENTE BIRRA. Fine luglio, inizio agosto. Degustazioni di varie birre artigianali del territorio assieme a street food e musica dal vivo nel parco comunale.
- CALICI DI STELLE. 10 agosto. Spettacoli, gastronomia e degustazioni dei vini Soave Classico e Recioto di Soave nella notte di S. Lorenzo.
- FESTA DELL'UVA. 2º fine settimana di settembre. La prima edizione della sagra risale al 1930, è quindi una delle feste dell'uva più antiche del Veneto. Durante la manifestazione sono presenti stand gastronomici e di degustazione dei vini Soave Classico e Recioto di Soave.
  - Sabato sera: I Sapori delle Contrade (percorso enogastronomico curato dalle otto contrade), gara della Taiadèla fatta con la Méscola (le donne delle varie contrade si sfidano per realizzare la miglior "taiadèla").
  - Domenica pomeriggio e sera: Sfilata dei Contadinelli e delle Contadinelle, storica e folcloristica Sfilata dei Carri delle Contrade a tema vitivinicolo, tradizionale Palio delle Contrade (gara di pigiatura a piedi scalzi nei tini tra le otto contrade), concorso Le uve migliori del vino Soave, spettacolo pirotecnico Luci e colori dal Campanile.
- FESTA DEL TORBOLIN. Sabato più vicino all'11 novembre (San Martino). Elezioni del Re del Torbolin, la storica maschera di Monteforte. Stand enogastronomici con vino torbolin e marroni biscottati, comizi elettorali (arringa degli avvocati dei candidati Re delle varie contrade) e musica con piazza riscaldata.

## Geografia antropica

### Contrade
- Rubian. È la contrada più antica di Monteforte. La contrada, che si estende lungo i fianchi del colle di Sant'Antonio, conserva tutta la bellezza dell'architettura rurale spontanea: piccole corti, portali, alte muraglie di sasso e viottoli scavati nella roccia.
- Drio Piassa.
- Praja.
- Sero, su contradasero.it. URL consultato il 28 settembre 2012 (archiviato dall'url originale il 21 dicembre 2013).
- Madonnina.
- Brognoligo (frazione).
- Costalunga (frazione).
- Sarmazza: frazione divisa tra il comune di Monteforte d'Alpone (provincia di Verona) e Gambellara (provincia di Vicenza).

## Economia
La coltivazione della vite, che si estende su oltre 1600 dei 2000 ettari circa del territorio comunale, è l'attività economica più importante di Monteforte. Infatti è il paese a più alta densità viticola d'Italia (oltre il 95 per cento della superficie agricola è coltivata a vigneto). La vite viene allevata da sempre con il sistema della Pergola Veronese, cioè i tralci produttivi vengono sostenuti da una caratteristica intelaiatura di fili di ferro.   
Il disciplinare di produzione identifica in Monteforte due zone: quella pianeggiante di circa 800 ettari di vigneto per la produzione di vino Soave e quella collinare, detta storica, di altri 800 ettari circa per l'ottenimento dei vini Soave Classico, Soave Superiore Classico, Recioto di Soave Classico. I vitigni coltivati per la produzione delle varie tipologie di vino Soave sono Garganega e, in misura minore, Trebbiano di Soave.   
La vocazione vitivinicola di Monteforte ha origini antichissime, favorita in questo da un clima mite e temperato, dalla natura vulcanica o calcarea del terreno e dall'esposizione delle colline che, come dita, si allungano su quasi tutta la superficie del territorio comunale.  
A Monteforte si produce anche del buon olio di oliva, infatti è zona di produzione dell'olio extra vergine di oliva Veneto Valpolicella DOP. Quando è stagione, inoltre, si possono trovare delle ottime ciliegie di varie qualità: una citazione particolare merita la qualità "Duroni", molto comune nella frazione di Brognoligo e particolarmente adatta alla conservazione sotto grappa.

## Infrastrutture e trasporti
Fra il 1928 e il 1956 il paese ospitò una stazione della tranvia San Bonifacio-San Giovanni Ilarione, la quale faceva parte di un insieme di tranvie elettriche che caratterizzarono la provincia veronese e rappresentò un importante strumento di crescita per la Val d'Alpone.

## Amministrazione
| Periodo       | Periodo     | Primo cittadino   | Partito                             | Carica                  | Note   |
| ------------- | ----------- | ----------------- | ----------------------------------- | ----------------------- | ------ |
| luglio 1985   | giugno 1990 | Franco Monaco     | Democrazia Cristiana                | Sindaco                 | [ 10 ] |
| giugno 1990   | aprile 1995 | Giuseppe Posenato | Democrazia Cristiana                | Sindaco                 | [ 11 ] |
| febbraio 1992 | aprile 1992 | Gerardino Mattia  |                                     | Commissario prefettizio | [ 12 ] |
| aprile 1995   | giugno 1999 | Antonio Bogoni    | Lista civica                        | Sindaco                 | [ 13 ] |
| giugno 1999   | giugno 2004 | Valerio Cremasco  | Lista civica                        | Sindaco                 | [ 14 ] |
| giugno 2004   | giugno 2009 | Antonio Carletto  | Lista civica                        | Sindaco                 | [ 15 ] |
| giugno 2009   | maggio 2014 | Carlo Tessari     | Il Popolo della Libertà - Lega Nord | Sindaco                 | [ 16 ] |
| maggio 2014   | maggio 2019 | Gabriele Marini   | Lista civica                        | Sindaco                 | [ 10 ] |
| maggio 2019   | in carica   | Roberto Costa     | Lista civica di centro-destra       | Sindaco                 | [ 10 ] |